# 愛媛県民歌
『愛媛県民歌』（えひめけんみんか）は日本の都道府県の一つ、愛媛県が昭和時代前期に制定した初代の県民歌である。
1986年（昭和61年）刊行の『愛媛県史 資料編 近代4』によれば、初代「愛媛県民歌」は1938年（昭和13年）11月7日から13日までの「国民精神作興週間」の一環として、県発行の『国民精神総動員時報』第10号に発表された。実施要項では「五、県に於テ実施スベキ事項」において「(四)愛媛県民歌の発表 愛媛県民歌曲を印刷シ学校団体其他関係方面ヘ配布スルコト」と記述され、全4番からなる歌詞の全文が掲載されている。この歌詞は『時報』第16号と17号の表紙裏にも引き続き掲載されて普及が図られたが、楽譜は無く作詞・作曲者の氏名も記載されていない。作曲者に関しては、愛媛師範学校教諭で戦後に静岡大学教育学部教授となった栗田国彦とされている。
この初代「愛媛県民歌」の発表は1939年（昭和14年）9月に制定された初代「徳島県民歌」よりも10か月早く四国においては最初のものとされるが、他県で戦前から存在した県民歌の大半と同様に1945年（昭和20年）の終戦を境として演奏されなくなったとみられ、1952年（昭和27年）に2代目の「愛媛県民の歌」が制定された。現在の県民歌は1973年（昭和48年）に県政100周年を記念して制定された3代目の「愛媛の歌」である。